# Sami Vrioni
Sami Vrioni, także Sami bej Vrioni (ur. 1868 w Beracie, zm. 1947 tamże) – albański polityk i działacz niepodległościowy.

## Życiorys
Pochodził z rodziny właścicieli ziemskich (çiftligarów) z południa Albanii, był jednym z siedmiorga dzieci Omera Paszy (1839-1928) i Senije z d. Ikbal. Ukończył szkołę dla urzędników osmańskich Mekteb-i Mülkiye w Stambule i rozpoczął pracę w administracji osmańskiej. W wyborach do parlamentu osmańskiego w 1912 uzyskał mandat deputowanego z okręgu Berat.
W listopadzie 1912 został wybrany delegatem Beratu na obrady zgromadzenia, które ogłosiło deklarację niepodległości. W tym czasie współpracował z Esadem Paszą Toptanim, z którym był spokrewniony. W lutym 1914 znalazł się w składzie delegacji albańskiej do Neuwiedu, która ofiarowała koronę Albanii Wilhelmowi Wiedowi. W czasie I wojny światowej pełnił funkcję prefekta okręgu Berat.
W 1918 uczestniczył w Kongresie w Durrësie, który działał w imieniu Włoch i doprowadził do wyłonienia rządu, kierowanego przez Turhana Paszę. Vrioni objął w tym rządzie funkcję delegata d.s. Rolnictwa i Handlu (członkowie rządu nie posługiwali się tytułami ministrów). W 1919 objął funkcję delegata spraw wewnętrznych.
W latach 1922–1924 był wybierany deputowanym z okręgu Beratu do parlamentu albańskiego. W czasie kryzysu politycznego, do którego doszło w maju 1924 po śmierci Avni Rustemiego, Sami Vrioni należał do grupy deputowanych, którzy zbojkotowali obrady parlamentu uniemożliwiając jego dalsze funkcjonowanie. W czerwcu Vrioni stanął na czele rządu tymczasowego, tworzonego we Wlorze, ale potem przekazał władzę w ręce Fana Noliego.
W latach 1942–1943 wchodził w skład rady powołanej przez okupacyjne władze włoskie (Këshilli të Eperm Fashist Kooperativ). W 1945 Vrioni został aresztowany przez władze komunistyczne. Zmarł w więzieniu, w wyniku odniesionych tortur.
Był dwukrotnie żonaty. Ze związku z Mahmude miał syna Omera (ur. 1930). Druga żona Pertefe była córką Esada Paszy Toptaniego.